# Greenwayodendron
Greenwayodendron este un gen de plante angiosperme din familia Annonaceae.

Cladograma conform Catalogue of Life:
| Greenwayodendron | \| \| Greenwayodendron oliveri \| \| \| \| \| \| Greenwayodendron suaveolens \| \| \| \| |
|                  | \| \| Greenwayodendron oliveri \| \| \| \| \| \| Greenwayodendron suaveolens \| \| \| \| |
|                  | Greenwayodendron oliveri                                                                 |
|                  |                                                                                          |
|                  | Greenwayodendron suaveolens                                                              |
|                  |                                                                                          |